# Grand Prix Formule 1 van Mexico 2015
De Grand Prix Formule 1 van Mexico 2015 werd gehouden op 1 november 2015 op het Autódromo Hermanos Rodríguez. Het was de zeventiende race van het kampioenschap. Tevens was het de eerste keer sinds 1992 dat er een Grand Prix in Mexico wordt gehouden.

## Wedstrijdverslag

### Kwalificatie
Nico Rosberg behaalde voor Mercedes zijn vijfde pole position van het seizoen door teamgenoot Lewis Hamilton te verslaan. Sebastian Vettel werd voor Ferrari derde, voor de Red Bull-coureurs Daniil Kvjat en Daniel Ricciardo en het Williams-duo Valtteri Bottas en Felipe Massa. Max Verstappen eindigde voor Toro Rosso als achtste, terwijl de Force India-teamgenoten Sergio Pérez en Nico Hülkenberg de top 10 afsluiten.
Na afloop van de kwalificatie kregen McLaren-coureurs Fernando Alonso en Jenson Button een straf van respectievelijk 15 en 50 startplaatsen, aangezien zij allebei verschillende onderdelen van hun motor hebben vervangen. Ferrari-coureur Kimi Räikkönen kreeg een straf van vijf startplaatsen omdat hij zijn versnellingsbak moest wisselen na een probleem in de derde vrije training. Hierbovenop kreeg hij nog dertig extra plaatsen straf omdat hij enkele onderdelen van zijn motor liet vervangen.

### Race
De race werd gewonnen door Nico Rosberg, die zijn vierde zege van het seizoen behaalde, voor teamgenoot Lewis Hamilton. Valtteri Bottas maakte het podium compleet, door de Red Bull-coureurs Daniil Kvjat en Daniel Ricciardo en zijn teamgenoot Felipe Massa voor te blijven. De Force India-coureurs Nico Hülkenberg en Sergio Pérez eindigden de race respectievelijk als zevende en achtste. Max Verstappen en Lotus-coureur Romain Grosjean maakten de top 10 compleet.

## Vrije trainingen
- Er wordt enkel de top 5 weergegeven.

| Vrije training 1 | Pos | No | Coureur          | Constructeur       | Tijd     |
| ---------------- | --- | -- | ---------------- | ------------------ | -------- |
| Vrije training 1 | 1   | 33 | Max Verstappen   | Toro Rosso-Renault | 1:25.990 |
| Vrije training 1 | 2   | 26 | Daniil Kvjat     | Red Bull-Renault   | 1:26.295 |
| Vrije training 1 | 3   | 7  | Kimi Räikkönen   | Ferrari            | 1:26.295 |
| Vrije training 1 | 4   | 5  | Sebastian Vettel | Ferrari            | 1:26.886 |
| Vrije training 1 | 5   | 3  | Daniel Ricciardo | Red Bull-Renault   | 1:27.185 |
| Vrije training 2 | Pos | No | Coureur          | Constructeur       | Tijd     |
| Vrije training 2 | 1   | 6  | Nico Rosberg     | Mercedes           | 1:21.531 |
| Vrije training 2 | 2   | 26 | Daniil Kvjat     | Red Bull-Renault   | 1:21.776 |
| Vrije training 2 | 3   | 3  | Daniel Ricciardo | Red Bull-Renault   | 1:21.868 |
| Vrije training 2 | 4   | 44 | Lewis Hamilton   | Mercedes           | 1:21.961 |
| Vrije training 2 | 5   | 5  | Sebastian Vettel | Ferrari            | 1:21.984 |
| Vrije training 3 | Pos | No | Coureur          | Constructeur       | Tijd     |
| Vrije training 3 | 1   | 6  | Nico Rosberg     | Mercedes           | 1:21.083 |
| Vrije training 3 | 2   | 44 | Lewis Hamilton   | Mercedes           | 1:21.097 |
| Vrije training 3 | 3   | 3  | Daniel Ricciardo | Red Bull-Renault   | 1:21.201 |
| Vrije training 3 | 4   | 5  | Sebastian Vettel | Ferrari            | 1:21.294 |
| Vrije training 3 | 5   | 26 | Daniil Kvjat     | Red Bull-Renault   | 1:21.530 |

Testcoureurs:
 Jolyon Palmer (Lotus-Mercedes, P15)

## Kwalificatie
| Pos                 | No | Coureur          | Constructeur         | Q1        | Q2       | Q3       | Grid |
| ------------------- | -- | ---------------- | -------------------- | --------- | -------- | -------- | ---- |
| 1                   | 6  | Nico Rosberg     | Mercedes             | 1:20.436  | 1:20.053 | 1:19.480 | 1    |
| 2                   | 44 | Lewis Hamilton   | Mercedes             | 1:20.808  | 1:19.829 | 1:19.668 | 2    |
| 3                   | 5  | Sebastian Vettel | Ferrari              | 1:20.503  | 1:20.045 | 1:19.850 | 3    |
| 4                   | 26 | Daniil Kvjat     | Red Bull-Renault     | 1:20.826  | 1:20.490 | 1:20.398 | 4    |
| 5                   | 3  | Daniel Ricciardo | Red Bull-Renault     | 1:21.166  | 1:20.783 | 1:20.399 | 5    |
| 6                   | 77 | Valtteri Bottas  | Williams-Mercedes    | 1:20.817  | 1:20.458 | 1:20.448 | 6    |
| 7                   | 19 | Felipe Massa     | Williams-Mercedes    | 1:21.379  | 1:20.642 | 1:20.567 | 7    |
| 8                   | 33 | Max Verstappen   | Toro Rosso-Renault   | 1:20.995  | 1:20.894 | 1:20.710 | 8    |
| 9                   | 11 | Sergio Pérez     | Force India-Mercedes | 1:20.966  | 1:20.669 | 1:20.716 | 9    |
| 10                  | 27 | Nico Hülkenberg  | Force India-Mercedes | 1:21.315  | 1:20.935 | 1:20.788 | 10   |
| 11                  | 55 | Carlos Sainz jr. | Toro Rosso-Renault   | 1:20.960  | 1:20.942 |          | 11   |
| 12                  | 8  | Romain Grosjean  | Lotus-Mercedes       | 1:21.577  | 1:21.038 |          | 12   |
| 13                  | 13 | Pastor Maldonado | Lotus-Mercedes       | 1:21.520  | 1:21.261 |          | 13   |
| 14                  | 9  | Marcus Ericsson  | Sauber-Ferrari       | 1:21.299  | 1:21.544 |          | 14   |
| 15                  | 7  | Kimi Räikkönen   | Ferrari              | 1:21.422  | 1:22.494 |          | 19   |
| 16                  | 14 | Fernando Alonso  | McLaren-Honda        | 1:21.779  |          |          | 18   |
| 17                  | 12 | Felipe Nasr      | Sauber-Ferrari       | 1:21.788  |          |          | 15   |
| 18                  | 53 | Alexander Rossi  | Marussia-Ferrari     | 1:24.136  |          |          | 16   |
| 19                  | 28 | Will Stevens     | Marussia-Ferrari     | 1:24.386  |          |          | 17   |
| 107% tijd: 1:26.066 |    |                  |                      |           |          |          |      |
| 20                  | 22 | Jenson Button    | McLaren-Honda        | geen tijd |          |          | 20   |

## Race
| Pos | No | Coureur          | Constructeur         | Rondes | Tijd/Oorzaak uitval | Grid | Punten |
| --- | -- | ---------------- | -------------------- | ------ | ------------------- | ---- | ------ |
| 1   | 6  | Nico Rosberg     | Mercedes             | 71     | 1:42:35.038         | 1    | 25     |
| 2   | 44 | Lewis Hamilton   | Mercedes             | 71     | +1.954              | 2    | 18     |
| 3   | 77 | Valtteri Bottas  | Williams-Mercedes    | 71     | +14.592             | 6    | 15     |
| 4   | 26 | Daniil Kvjat     | Red Bull-Renault     | 71     | +16.572             | 4    | 12     |
| 5   | 3  | Daniel Ricciardo | Red Bull-Renault     | 71     | +19.682             | 5    | 10     |
| 6   | 17 | Felipe Massa     | Williams-Mercedes    | 71     | +21.493             | 6    | 8      |
| 7   | 27 | Nico Hülkenberg  | Force India-Mercedes | 71     | +25.680             | 10   | 6      |
| 8   | 11 | Sergio Pérez     | Force India-Mercedes | 71     | +34.343             | 9    | 4      |
| 9   | 33 | Max Verstappen   | Toro Rosso-Renault   | 71     | +35.229             | 8    | 2      |
| 10  | 8  | Romain Grosjean  | Lotus-Mercedes       | 71     | +37.934             | 12   | 1      |
| 11  | 13 | Pastor Maldonado | Lotus-Mercedes       | 71     | +38.538             | 13   |        |
| 12  | 9  | Marcus Ericsson  | Sauber-Ferrari       | 71     | +40.180             | 14   |        |
| 13  | 55 | Carlos Sainz jr. | Toro Rosso-Renault   | 71     | +48.772             | 11   |        |
| 14  | 22 | Jenson Button    | McLaren-Honda        | 71     | +49.214             | 20   |        |
| 15  | 53 | Alexander Rossi  | Marussia-Ferrari     | 69     | +2 ronden           | 16   |        |
| 16  | 28 | Will Stevens     | Marussia-Ferrari     | 69     | +2 ronden           | 17   |        |
| DNF | 12 | Felipe Nasr      | Sauber-Ferrari       | 57     | Remmen              | 15   |        |
| DNF | 5  | Sebastian Vettel | Ferrari              | 50     | Ongeluk             | 3    |        |
| DNF | 7  | Kimi Räikkönen   | Ferrari              | 21     | Botsing             | 19   |        |
| DNF | 14 | Fernando Alonso  | McLaren-Honda        | 1      | Motor               | 18   |        |

## Tussenstanden na de Grand Prix

### Coureurs
| Positie | Nummer | Rijder           | Team              | Punten |
| ------- | ------ | ---------------- | ----------------- | ------ |
| 1       | 44     | Lewis Hamilton   | Mercedes          | 345    |
| 2       | 6      | Nico Rosberg     | Mercedes          | 272    |
| 3       | 5      | Sebastian Vettel | Ferrari           | 251    |
| 4       | 77     | Valtteri Bottas  | Williams-Mercedes | 126    |
| 5       | 7      | Kimi Räikkönen   | Ferrari           | 123    |

### Constructeurs
| Positie | Team                 | Punten |
| ------- | -------------------- | ------ |
| 1       | Mercedes             | 617    |
| 2       | Ferrari              | 374    |
| 3       | Williams-Mercedes    | 243    |
| 4       | Red Bull-Renault     | 172    |
| 5       | Force India-Mercedes | 112    |